# 塞法戴克斯
塞法戴克斯（英語：Sephadex）是一个用于凝胶过滤的交联右旋糖酐凝胶的商标。在经杰克尔·波拉斯与泊·弗洛丁的研发工作后，它首次由法玛西亚于1959年上市。此名称源于：separation（分离）Pharmacia（法玛西亚）dextran（右旋糖酐）。通常情况下，生产出来的形状是小珠状且常用于凝胶过滤柱中。通过改变交联程度，凝胶的过滤性质也被改变。
这些高度专化的凝胶过滤与色谱介质是由肉眼可见的小珠所组成，它们合成来自于一种叫右旋糖酐的多糖。有机链被交联起来以展示出具有功能离子团的三维网络，这些基团经醚键被连接到多糖链的葡萄糖单元上。
已有的形式包括阴阳离子交换剂，同凝胶过滤树脂一样，随着改变它们的多孔性程度；小珠尺寸落到的离散范围从20到300微米不等。